# Al-Machriq
Al-Machriq ist eine wissenschaftliche katholische arabischsprachige Zeitschrift, die von den meist jesuitischen Professoren der Université Saint-Joseph herausgegeben wird. Der Untertitel der Zeitschrift lautet Revue Catholique Orientale, Sciences, Lettres, Arts. Die Zeitschrift wurde im Jahre 1898 von dem Jesuitenpater Louis Cheikhô (1859–1927) in Beirut gegründet und erreichte im Jahre 1998 insgesamt 72 Bände. Der Begriff 'al-Machriq' (arabisch المشرق, DMG al-Mašriq, vgl. Maschrek) bedeutet auf Deutsch Der Osten oder Der Orient. Die Zeitschrift diente als Sprachrohr der syro-libanesischen Jesuiten in Beirut. Der islamische Reformer Raschid Rida polemisierte gegen sie. Habib Zayat (1871–1954) war einer ihrer Mitarbeiter.
Nach Einschätzung des Islamwissenschaftlers Raif Georges Khoury (1936–2017) hat diese Zeitschrift „die moderne arabische Renaissance maßgebend gefördert, Ost und West miteinander verbunden und die Rolle der christlichen Elite im Libanon und in der arabischen Welt im Dialog der Konfessionen und Kulturen hervorgehoben.“